# Peperomia monticola
Peperomia monticola är en pepparväxtart som beskrevs av Friedrich Anton Wilhelm Miquel. Peperomia monticola ingår i släktet peperomior, och familjen pepparväxter. Inga underarter finns listade i Catalogue of Life.